# Grand Prix Japonii 1993
Grand Prix Japonii 1993 (oryg. Fuji Television Japanese Grand Prix) – 15. runda Mistrzostw Świata Formuły 1 w sezonie 1993, która odbyła się 24 października 1993, po raz siódmy na torze Suzuka.
19. Grand Prix Japonii, dziewiąte zaliczane do Mistrzostw Świata Formuły 1.

## Wyniki

### Kwalifikacje
| P  | Nr | Kierowca           | Konstruktor(-silnik)  | Opony | Czas     | Odstęp   | Strata   |
| -- | -- | ------------------ | --------------------- | ----- | -------- | -------- | -------- |
| 1  | 2  | Alain Prost        | Williams-Renault      | G     | 1:37.154 | -        | -        |
| 2  | 8  | Ayrton Senna       | McLaren-Ford          | G     | 1:37.284 | 0:00.130 | 0:00.130 |
| 3  | 7  | Mika Häkkinen      | McLaren-Ford          | G     | 1:37.326 | 0:00.042 | 0:00.172 |
| 4  | 5  | Michael Schumacher | Benetton-Ford         | G     | 1:37.530 | 0:00.204 | 0:00.376 |
| 5  | 28 | Gerhard Berger     | Ferrari               | G     | 1:37.622 | 0:00.092 | 0:00.468 |
| 6  | 0  | Damon Hill         | Williams-Renault      | G     | 1:38.352 | 0:00.730 | 0:01.198 |
| 7  | 9  | Derek Warwick      | Footwork-Mugen-Honda  | G     | 1:38.780 | 0:00.428 | 0:01.626 |
| 8  | 15 | Eddie Irvine       | Jordan-Hart           | G     | 1:38.966 | 0:00.186 | 0:01.812 |
| 9  | 10 | Aguri Suzuki       | Footwork-Mugen-Honda  | G     | 1:39.278 | 0:00.312 | 0:02.124 |
| 10 | 6  | Riccardo Patrese   | Benetton-Ford         | G     | 1:39.291 | 0:00.013 | 0:02.137 |
| 11 | 30 | JJ Lehto           | Sauber-Ilmor          | G     | 1:39.391 | 0:00.100 | 0:02.237 |
| 12 | 14 | Rubens Barrichello | Jordan-Hart           | G     | 1:39.426 | 0:00.035 | 0:02.272 |
| 13 | 3  | Ukyō Katayama      | Tyrrell-Yamaha        | G     | 1:39.511 | 0:00.085 | 0:02.357 |
| 14 | 27 | Jean Alesi         | Ferrari               | G     | 1:39.535 | 0:00.024 | 0:02.381 |
| 15 | 25 | Martin Brundle     | Ligier-Renault        | G     | 1:39.951 | 0:00.416 | 0:02.797 |
| 16 | 29 | Karl Wendlinger    | Sauber-Ilmor          | G     | 1:40.153 | 0:00.202 | 0:02.999 |
| 17 | 26 | Mark Blundell      | Ligier-Renault        | G     | 1:40.696 | 0:00.543 | 0:03.542 |
| 18 | 4  | Andrea de Cesaris  | Tyrrell-Yamaha        | G     | 1:40.696 | 0:00.000 | 0:03.542 |
| 19 | 12 | Johnny Herbert     | Lotus-Ford            | G     | 1:41.488 | 0:00.792 | 0:04.334 |
| 20 | 11 | Pedro Lamy         | Lotus-Ford            | G     | 1:41.600 | 0:00.112 | 0:04.446 |
| 21 | 20 | Érik Comas         | Larrousse-Lamborghini | G     | 1:41.769 | 0:00.169 | 0:04.615 |
| 22 | 24 | Pierluigi Martini  | Minardi-Ford          | G     | 1:41.989 | 0:00.220 | 0:04.835 |
| 23 | 19 | Toshio Suzuki      | Larrousse-Lamborghini | G     | 1:42.175 | 0:00.186 | 0:05.021 |
| 24 | 23 | Jean-Marc Gounon   | Minardi-Ford          | G     | 1:43.812 | 0:01.637 | 0:06.658 |
| P  | Nr | Kierowca           | Konstruktor(-silnik)  | Opony | Czas     | Odstęp   | Strata   |

### Wyścig
| Poz. | Nr. | Kierowca           | Konstruktor           | Okrążeń | Czas/powód NU | Poz. start. | Punktów |
| ---- | --- | ------------------ | --------------------- | ------- | ------------- | ----------- | ------- |
| 1    | 8   | Ayrton Senna       | McLaren-Ford          | 53      | 1:40:27.912   | 2           | 10      |
| 2    | 2   | Alain Prost        | Williams-Renault      | 53      | +11.435       | 1           | 6       |
| 3    | 7   | Mika Häkkinen      | McLaren-Ford          | 53      | +26.129       | 3           | 4       |
| 4    | 0   | Damon Hill         | Williams-Renault      | 53      | +1:23.538     | 6           | 3       |
| 5    | 14  | Rubens Barrichello | Jordan-Hart           | 53      | +1:35.101     | 12          | 2       |
| 6    | 15  | Eddie Irvine       | Jordan-Hart           | 53      | +1:46.421     | 8           | 1       |
| 7    | 26  | Mark Blundell      | Ligier-Renault        | 52      | +1 okrążenie  | 17          |         |
| 8    | 30  | Jyrki Järvilehto   | Sauber                | 52      | +1 okrążenie  | 11          |         |
| 9    | 25  | Martin Brundle     | Ligier-Renault        | 51      | Kolizja       | 15          |         |
| 10   | 24  | Pierluigi Martini  | Minardi-Ford          | 51      | +2 okrążenia  | 22          |         |
| 11   | 12  | Johnny Herbert     | Lotus-Ford            | 51      | +2 okrążenia  | 19          |         |
| 12   | 19  | Toshio Suzuki      | Larrousse-Lamborghini | 51      | +2 okrążenia  | 23          |         |
| 13   | 11  | Pedro Lamy         | Lotus-Ford            | 49      | Wypadł z toru | 20          |         |
| 14   | 9   | Derek Warwick      | Footwork-Mugen-Honda  | 48      | Kolizja       | 7           |         |
| NU   | 6   | Riccardo Patrese   | Benetton-Ford         | 45      | Wypadł z toru | 10          |         |
| NU   | 28  | Gerhard Berger     | Ferrari               | 40      | Silnik        | 5           |         |
| NU   | 10  | Aguri Suzuki       | Footwork-Mugen-Honda  | 28      | Wypadł z toru | 9           |         |
| NU   | 23  | Jean-Marc Gounon   | Minardi-Ford          | 26      | Wycofany      | 13          |         |
| NU   | 3   | Ukyō Katayama      | Tyrrell-Yamaha        | 26      | Silnik        | 24          |         |
| NU   | 29  | Karl Wendlinger    | Sauber                | 25      | Silnik        | 16          |         |
| NU   | 20  | Érik Comas         | Larrousse-Lamborghini | 17      | Silnik        | 21          |         |
| NU   | 5   | Michael Schumacher | Benetton-Ford         | 10      | Kolizja       | 4           |         |
| NU   | 27  | Jean Alesi         | Ferrari               | 7       | Silnik        | 14          |         |
| NU   | 4   | Andrea de Cesaris  | Tyrrell-Yamaha        | 0       | Kolizja       | 18          |         |